# Jörg Zufall
Jörg Zufall (* 1963) ist ein deutscher Schauspieler. Von Mai 1998 bis Juli 1999 spielte er in der deutschen Kinder- und Jugendserie Schloss Einstein den Musik- und Sportlehrer Sven Weber, seine bisher bekannteste Rolle. Außerdem war Zufall auch noch in diversen anderen deutschen TV-Produktionen, wie zum Beispiel Polizeiruf 110, sunny point und Unser Charly zu sehen.

## Filmografie

### Fernsehen
- 1978: Polizeiruf 110
- 1992: Freunde fürs Leben
- 1994: Polizeiruf 110
- 1994: Sunny Point
- 1994: Unser Charly
- 1995: Einsteins Baby
- 1995: Verbotene Liebe
- 1997: Geliebte Schwestern
- 1998: Freunde fürs Leben
- 1998–1999: Schloss Einstein
- 2000: Unser Charly